# Потенциал Пёшль — Теллера

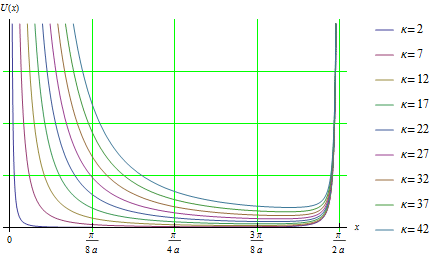
График потенциала Пёшль — Теллера с фиксированным параметром и различными значениями

Потенциал Пёшль — Теллера — функция потенциальной энергии электростатического поля, предложенная венгерскими физиками Гертой Пёшль и Эдвардом Теллером как приближение для энергии двухатомной молекулы, альтернативный потенциалу Морзе. Потенциал имеет вид 
{\displaystyle U(x)={\frac {\hbar ^{2}}{2m}}a^{2}\left({\frac {\varkappa (\varkappa -1)}{\sin ^{2}ax}}+{\frac {\lambda (\lambda -1)}{\cos ^{2}ax}}\right)}
на промежутке {\displaystyle 0\leqslant x\leqslant \pi /(2a)}, на границе которого он обращается в бесконечность. Параметры удовлетворяют условиям {\displaystyle \varkappa >1} и {\displaystyle \lambda >1}. Иногда потенциалом Пёшль — Теллера называют модифицированный потенциал Пёшль — Теллера.

## Уравнение Шрёдингера с потенциалом Пёшль — Теллера
Стационарное уравнение Шрёдингера с потенциалом Пёшль — Теллера имеет вид:
{\displaystyle -{\frac {\hbar ^{2}}{2m}}\Psi ''(x)+{\frac {\hbar ^{2}}{2m}}a^{2}\left({\frac {\varkappa (\varkappa -1)}{\sin ^{2}ax}}+{\frac {\lambda (\lambda -1)}{\cos ^{2}ax}}\right)\Psi (x)=E\Psi (x).}
Если ввести обозначение {\displaystyle k={\sqrt {2mE/\hbar ^{2}}}}, то оно примет вид:
{\displaystyle \Psi ''(x)+\left(k^{2}-a^{2}{\frac {\varkappa (\varkappa -1)}{\sin ^{2}ax}}-a^{2}{\frac {\lambda (\lambda -1)}{\cos ^{2}ax}}\right)\Psi (x)=0.}
После замены переменных
{\displaystyle y=\sin ^{2}ax}
получим
{\displaystyle y(1-y)\Psi ''(y)+\left({\frac {1}{2}}-y\right)\Psi '(y)+{\frac {1}{4}}\left({\frac {k^{2}}{a^{2}}}-{\frac {\varkappa (\varkappa -1)}{y}}-{\frac {\lambda (\lambda -1)}{1-y}}\right)\Psi (y)=0.}
Так как точки 0 и 1 являются особыми, то естественно представить решение в виде:
{\displaystyle \Psi (y)=y^{\mu }(1-y)^{\nu }f(y)}
Если выбрать
{\displaystyle \mu ={\frac {\varkappa }{2}},\qquad \nu ={\frac {\lambda }{2}},}
то уравнение приведётся к гипергеометрическому виду:
{\displaystyle y(1-y)f''(y)+\left(\left(\varkappa +{\frac {1}{2}}\right)-y\left(\varkappa +\lambda +1\right)\right)f'(y)+{\frac {1}{4}}\left({\frac {\varkappa ^{2}}{a^{2}}}+(\varkappa +\lambda )^{2}\right)f(y)=0.}
Общее решение данного уравнения может быть выражено через гипергеометрические функции:
{\displaystyle f(y)=C_{1}\;_{2}F_{1}(a,b;c;y)+C_{2}y^{1-c}\;_{2}F_{1}(a+1-c,b+1-c;2-c;y),}
где введены обозначения:
{\displaystyle a={\frac {1}{2}}\left(\varkappa +\lambda +{\frac {k}{a}}\right),\quad b={\frac {1}{2}}\left(\varkappa +\lambda -{\frac {k}{a}}\right),\quad c=\varkappa +{\frac {1}{2}}.}
Если учесть граничные условия:
{\displaystyle \Psi (0)=\Psi (1)=0,}
то получим собственные функции
{\displaystyle \Psi _{n}(x)=C_{1}\sin ^{\varkappa }(ax)\cos ^{\lambda }(ax)\;_{2}F_{1}(-n,\varkappa +\lambda +n;\varkappa +{\frac {1}{2}};\sin ^{2}ax),}
где константа вычисляется с учётом нормировки:
{\displaystyle C_{1}=\left(\int \limits _{0}^{1}\sin ^{\varkappa }(ax)\cos ^{\lambda }(ax)\;_{2}F_{1}(-n,\varkappa +\lambda +n;\varkappa +{\frac {1}{2}};\sin ^{2}ax)dx\right)^{-{\frac {1}{2}}}.}
Соответствующие уровни энергии равны:
{\displaystyle E_{n}=-{\frac {\hbar ^{2}}{2m}}(\varkappa +\lambda +2n)^{2},\quad n\in \mathbb {Z} _{+}.}